# Ruud Leeuwesteijn
Ruud Leeuwesteijn (* 3. Januar 1997 in Dordrecht) ist ein niederländischer Eishockeytorwart, der seit 2015 erneut bei den Tilburg Trappers unter Vertrag steht und in deren erster Mannschaft in der deutschen Oberliga Nord eingesetzt wird.

## Karriere

### Club
Ruud Leeuwesteijn begann seine Karriere als Eishockeyspieler bei den Dordrecht Lions in seiner südholländischen Geburtsstadt, wo er in der Jugendabteilung spielte. 2012 wechselte er zu den Tilburg Trappers, in deren zweiter Mannschaft er in der Ersten Division eingesetzt wurde. Auch in den beiden folgenden Jahren spielte er in der Eerste divisie, zunächst für das „Toekomstteam“ des niederländischen Verbandes und dann für die Eindhoven Kemphanen. 2015 kehrte er nach Tilburg zurück und stand für die Nordbrabanter in der deutschen Oberliga im Tor. Dort konnte er mit seiner Mannschaft zunächst den zweiten Platz in der Nordstaffel hinter den Füchsen Duisburg erringen. Durch Siege über die Hannover Scorpions, den EV Landshut und den EC Peiting wurde das Playoff-Finale um die deutsche Oberliga-Meisterschaft erreicht, das dann glatt mit 3:0-Siegen gegen den EHC Bayreuth gewonnen wurde. Auch 2017, als er jedoch überwiegend in der zweiten Mannschaft der Trappers in der BeNe League eingesetzt wurde, und 2018 gewann er mit seiner Mannschaft die Oberligameisterschaft.

### Nationalmannschaft
Leeuwesteijn nahm für die Niederlande im Juniorenbereich an den U18-Weltmeisterschaften 2014 und 2015 sowie den U20-Weltmeisterschaften 2016 und 2017, als er die drittbeste Fangquote nach dem Japaner Yujiro Isobe und dem Litauer Artur Pavliukov erreichte, jeweils in der Division II teil. 
Im Kader der Herren-Nationalmannschaft stand er erstmals bei der Weltmeisterschaft der Division II 2016, als ihm mit seiner Mannschaft der Aufstieg in die Division I gelang. Leeuwesteijn selbst spielte dabei lediglich das letzte Drittel beim 9:0-Erfolg gegen den späteren Absteiger China. Bei der Weltmeisterschaft 2022, als erneut der Aufstieg in die Division I gelang, spielte er ebenfalls in der Division II. 2023 stand er dann erstmals in der Division I auf dem Eis und trug mit der drittbesten Fangquote nach dem Japaner Yūta Narisawa und dem Serben Arsenije Ranković maßgeblich dazu bei, dass den Niederländer erstmals seit 2014 wieder der Klassenerhalt gelang. So spielte er auch 2024 in der Division I. Auch bei der Olympiaqualifikation für die Winterspiele in Pyeongchang 2018 vertrat er seine Farben.

## Erfolge und Auszeichnungen
- 2016 Gewinn der deutschen Oberliga-Meisterschaft mit den Tilburg Trappers
- 2016 Aufstieg in die Division I, Gruppe B, bei der Weltmeisterschaft der Division II, Gruppe A
- 2017 Gewinn der deutschen Oberliga-Meisterschaft mit den Tilburg Trappers
- 2018 Gewinn der deutschen Oberliga-Meisterschaft mit den Tilburg Trappers
- 2022 Aufstieg in die Division I, Gruppe B, bei der Weltmeisterschaft der Division II, Gruppe A